# Ascioplaga
Ascioplaga es un género de escarabajos de la familia  Cupedidae.

## Especies
- Ascioplaga mimeta
- Ascioplaga scalena
- Ascioplaga sciasma